# Bayernplatz

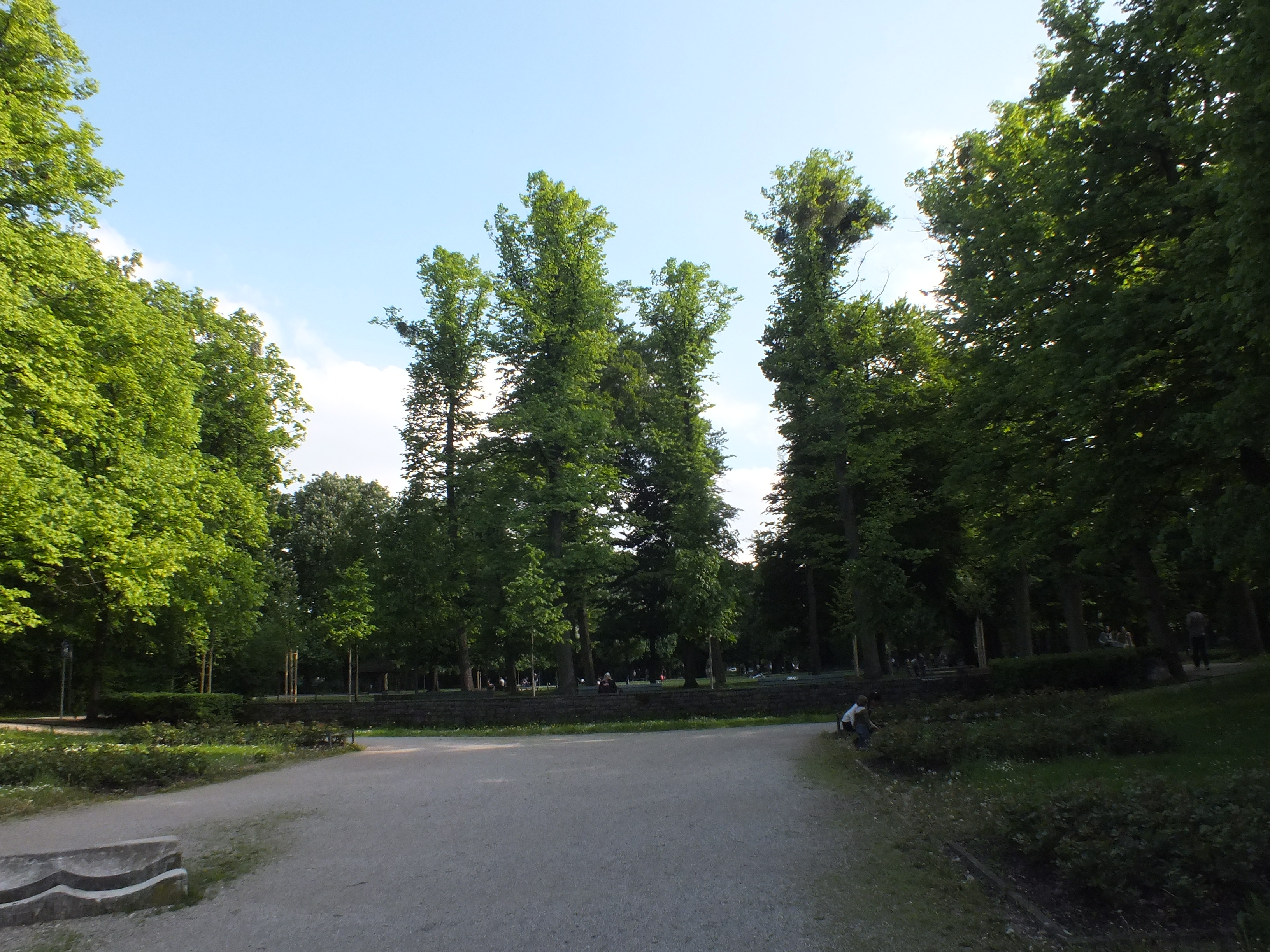
Bayernplatz

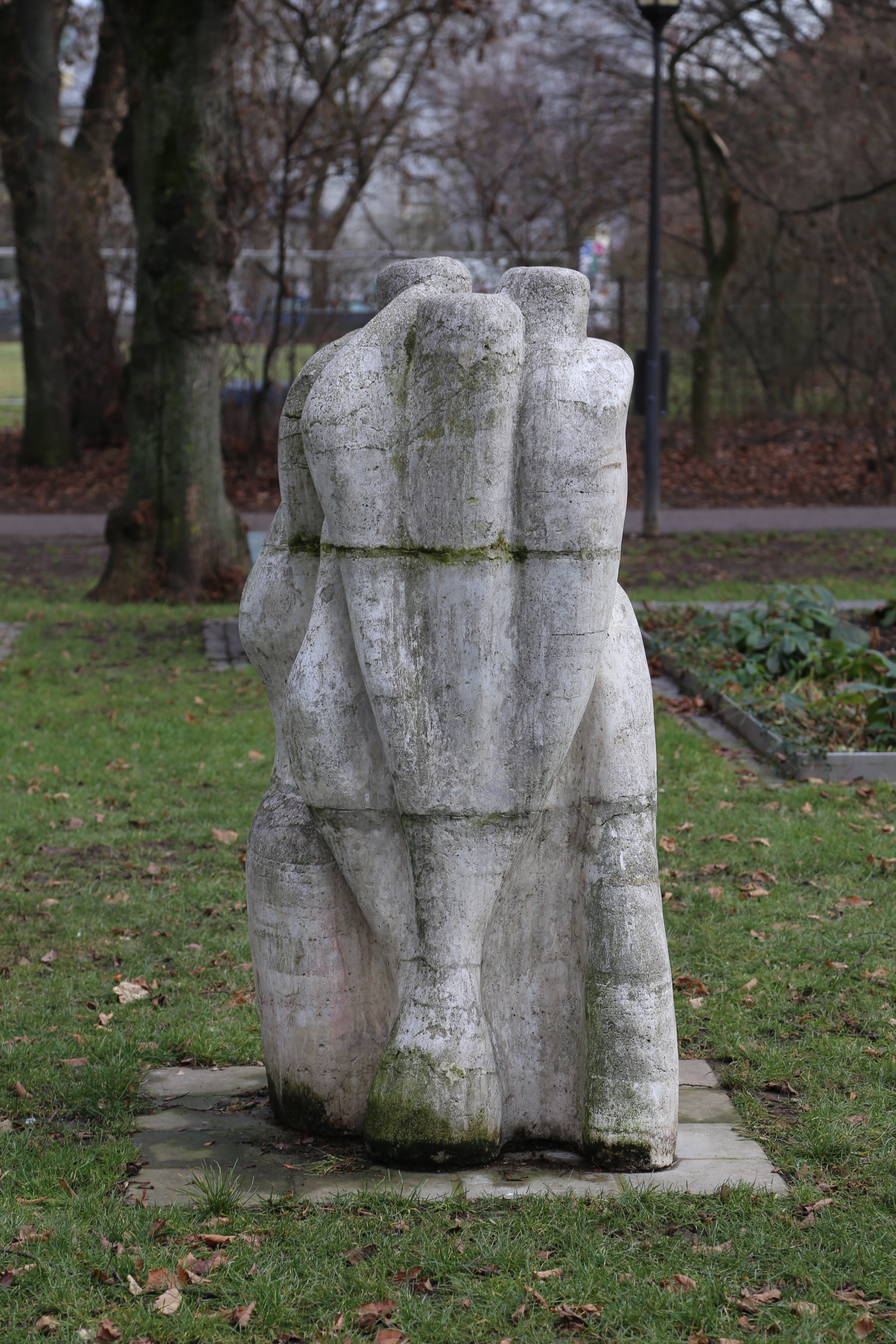
Statue von Undine Werdin: Daphne

Der Bayernplatz, auch als Bayernpark bezeichnet, ist eine ca. drei Hektar große Parkanlage in München.

## Lage
Der Park liegt im Stadtbezirk Schwabing-West südlich des Luitpoldparks innerhalb eines Straßenblocks. In Nord-Süd-Richtung erstreckt er sich zwischen der Karl-Theodor-Straße und der Clemensstraße, im Westen ist er von den an der Hiltenspergerstraße stehenden Bauten begrenzt und im Osten von der Tennisanlage des Tennisclubs Grün-Weiß. In der Südwestecke des Straßenblocks liegt die nach dem Park benannte Grundschule am Bayernplatz.

## Beschreibung
Der etwa drei Hektar große Park wurde 1911 angelegt. Im Zentrum liegt eine elliptische, baumfreie Rasenflächen, die übrigen Rasenflächen des Parks sind baumbestanden. Im Park gibt es einen Spielplatz, eine Stockschießanlage und eine 1979 von Undine Werdin geschaffene und nach der Figur Daphne der griechischen Mythologie benannte Statue Daphne.
Neben der anliegenden Grundschule ist auch das umgebende Parklizenzgebiet nach dem Bayernplatz benannt.